# 도미타촌 (오카야마현)
도미타촌(富田村)은 오카야마현 아사쿠치군에 있던 촌이다. 현재의 구라시키시에 해당한다.